# To. X
To. X  é o quinto extended play (EP) em língua coreana e o oitavo no geral da cantora sul-coreana Taeyeon. Foi lançado pela SM Entertainment em 27 de novembro de 2023 e contém seis faixas, incluindo o single principal de mesmo nome.

## Antecedentes e lançamento
Em 6 de novembro de 2023, a SM Entertainment anunciou que Taeyeon lançaria seu quinto EP coreano intitulado To. X em 27 de novembro. Dois dias depois, a programação promocional foi divulgada. Em 13 de novembro, um vídeo promocional foi lançado, seguido de um vídeo de destaque três dias depois. A seguir, um vídeo de destaque foi lançado para as canções "Burn It Now" em 20 de novembro, "Melt Away" em 21 de novembro,  seguido por "Nightmare" em 22 de novembro, e "All For Nothing" em 23 de novembro. Posteriormente, em 24 de novembro, uma prévia do vídeo musical de "To. X" foi lançado. A obra foi lançada juntamente com o vídeo musical correspondente do single principal em 27 de novembro.

## Composição
Composto por seis faixas, o single principal do EP, "To. X", é uma canção de R&B que "combina riffs de guitarra sensuais e melodias rítmicas" com letras que carregam a mensagem de "[Taeyeon cantando] sobre o fim de um relacionamento controlador após perceber que a outra pessoa a está controlando". A segunda faixa, "Melt Away", é uma canção de R&B que "combina riffs de guitarra sensuais, trompetes e percussão" com letras que contêm "uma sensação de lazer, arrogância e confiança de que se pode derreter o coração frio da outra pessoa". "Burn It Down" é uma canção do tipo balada pop com "riff de guitarra viciante" contendo letras que reclamam que tudo foi arruinado "como se tudo tivesse sido queimado pela outra pessoa que apenas machucou sob o pretexto de amor". "Nightmare" (악몽), é uma balada pop caracterizada por "riff simples de violão acústico" com letras sobre "sair sem arrependimentos após uma dura repreensão à outra pessoa que estava mostrando um lado fraco". Já "All For Nothing" é uma balada pop com letras escritas por Taeyeon sobre "expressar honestamente os sentimentos de ser magoado pela outra pessoa que desistiu de tudo". A faixa final, "Fabulous", é uma canção de R&B com "atmosfera jazzística e cativante" caracterizada por um "ritmo grandioso e colorido de cordas e trompete", suas letras em inglês descreve "o sentimento de autoconfiança que todos invejam, mas ao mesmo tempo se sentem em perigo".

## Promoção
Antes do lançamento de To. X , em 27 de novembro de 2023, Taeyeon realizou um evento ao vivo chamado "Taeyeon 'To. X' Countdown Live" nas plataformas digitais YouTube, TikTok, Weverse e Idol Plus, com o objetivo de apresentar o EP e se conectar com sua base de fãs. Além disso, de 27 de novembro a 3 de dezembro, foi aberta uma loja pop-up chamada "Letter 'To. X' Concept Room" em Seul, Coreia do Sul.  Adicionalmente, vídeos promocionais foram lançados por meio do canal de Taeyeon no Youtube e incluiram uma apresentação ao vivo de "All For Nothing" em 6 de dezembro, seguido por "To.X" e "Fabulous" em 8 e 11 de dezembro, respectivamente,  além de um vídeo musical de letras da canção "Nightmare" lançado em 15 de dezembro.

## Lista de faixas
| To. X          |                    |                          | |                                               |         |  |
| N.º            | Título             | Letras                   | Música                                                                                              | Arranjos                                      | Duração |  |
| 1.             | "To. X"            | Kenzie                   | Stephen Puth Dazy Kristin Carpenter                                                                 | Stephen Puth Dazy Kristin Carpenter           | 2:50    |  |
| 2.             | "Melt Away"        | Kang Eun-jeong           | Kevin Wolfsohn Paul Goller Zara Larsson Luke Andrew Grieve Shakka Malcolm Philip Abby-Lynn Keen TMM | The Elements                                  | 3:16    |  |
| 3.             | "Burn It Down"     | Lee O-neul               | Sibel Redžep                                                                                        | Gustav Blomberg                               | 2:50    |  |
| 4.             | "Nightmare" (악몽) | Hanroro                  | Celine Svanbäck Jeppe London Bilsby Lauritz Emil Christiansen Svea Kågemark                         | Jeppe London Bilsby Lauritz Emil Christiansen | 2:55    |  |
| 5.             | "All for Nothing"  | Taeyeon Hwang Yu-bin     | Mike Robinson Sarah Troy Thomas Daniel                                                              | Mike Robinson                                 | 3:10    |  |
| 6.             | "Fabulous"         | Rachel Kanner Sammie Gee | Rachel Kanner Sammie Gee Mich Hansen Jacob Uchorczak Oliver McEwan                                  | Mich Hansen Ubizz                             | 2:51    |  |
| Duração total: | Duração total:     | Duração total:           | Duração total:                                                                                      | Duração total:                                | 17:52   |  |

## Desempenho nas paradas musicais
Com o lançamento de To. X, o EP estreou na terceira posição da tabela sul-coreana Circle Album Chart, na semana referente a 26 de novembro a 2 de dezembro de 2023. Nas duas semanas seguintes, atingiu seu pico de número dois. Em sua respectiva tabela mensal,  'To. X se estabeleceu em número catorze na edição de novembro de 2023 com 109.500 cópias vendidas.
No Japão, o EP estreou em seu pico de número 50 pela Billboard Japan Hot Albums na semana de 6 de dezembro de 2023. Em suas tabelas componentes, posicionou-se em número vinte pela Top Download Albums na mesma semana. Na tabela da Oricon, To. X estreou em seu pico de número dezenove pela Digital Albums na semana de 11 de dezembro de 2023. No Reino Unido, To. X se estabeleceu na posição de número 93 na OCC UK Album Downloads, na semana de 1 a 7 de dezembro de 2023.

### Posições semanais
| Parada musical (2023)                | Melhor posição |
| ------------------------------------ | -------------- |
| Coreia do Sul (Circle Album Chart)   | 2              |
| Japão (Oricon Digital Albums)        | 19             |
| Japão (Billboard Hot Albums)         | 50             |
| Reino Unido (OCC UK Album Downloads) | 93             |

## Histórico de lançamento
| Região        | Data                   | Formato(s)                 | Gravadora | Ref.          |
| ------------- | ---------------------- | -------------------------- | --------- | ------------- |
| Coreia do Sul | 27 de novembro de 2023 | CD                         | SM Kakao  | [ 27 ] [ 28 ] |
| Mundo         | 27 de novembro de 2023 | Download digital streaming | SM Kakao  | [ 27 ] [ 28 ] |
| Coreia do Sul | 4 de março de 2024     | Vinil                      | SM Kakao  | [ 29 ]        |